# Trandafirul Alb

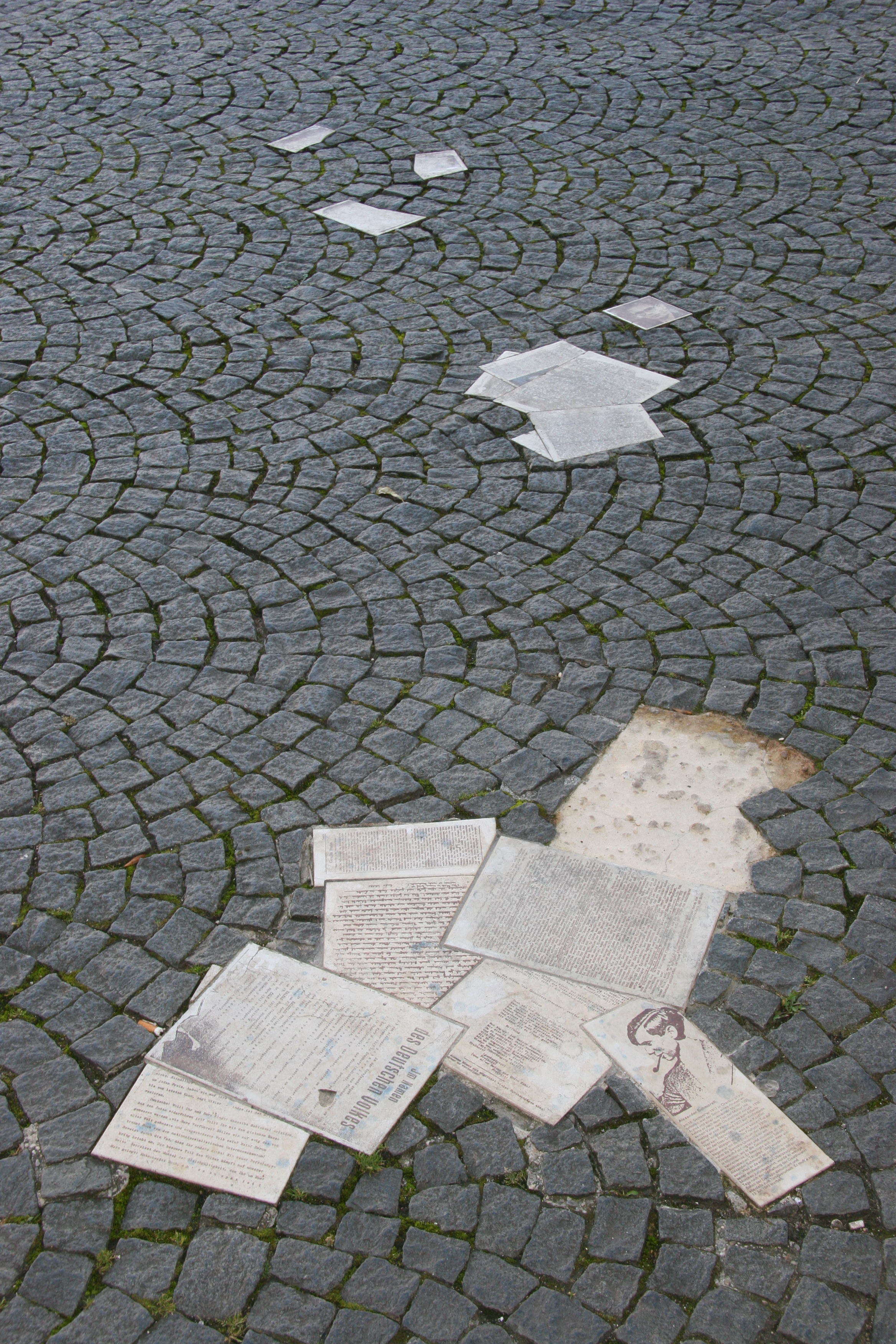
Monumentul din fața Universității din München, care evocă manifestele distribuite de Trandafirul Alb

Trandafirul Alb (în germană Die Weiße Rose) este numele luat de un grup de studenți din München care au format o mișcare de rezistență non-violentă în Germania Nazistă. Acest grup de tineri curajoși au activat din iunie 1942 până în februarie 1943, când membrii grupului au fost arestați, judecați și condamnați la moarte prin decapitare. Mișcarea a redactat, tipărit și distribuit șase foi volante, prin care populația era îndemnată să se opună regimului nazist.

## Membri
Membrii principali ai mișcării au fost frații Sophie Scholl și Hans Scholl, precum și colegii lor Christoph Probst, Willi Graf și Alexander Schmorell, toți cu vârsta cuprinsă între 20 și 26 de ani. Acestui grup de tineri l-i s-au alăturat și profesorul Kurt Huber, care a redactat ultimele două manifeste.
Pe lângă aceștia, au mai existat numeroși prieteni și simpatizanți care i-au ajutat: Hans Conrad Leipelt, Marie-Luise Jahn, Hans Hirzel, Susanne Hirzel, Heinz Brenner, Franz J. Müller, Eugen Grimmiger, Falk Harnack (care avea să devină cunoscut mai târziu ca regizor), Harald Dohrn (socrul lui Christoph Probst), arhitectul Manfred Eickmayer, în atelierul căruia se întâlneau adesea membrii grupării, pictorul Wilhelm Geyer, care închiriase atelierul lui Eickmeyer, punându-i-l la dispoziție lui Hans Scholl, și librarul Joseph Söhngen, a cărui pivniță a servit ca ascunzătoare pentru foile volante.

## Numele mișcării
Așa cum afirma Franz J. Müller, nu este cert încă de unde provine numele de „Die Weiße Rose”. Acesta s-ar putea datora Divinei Comedii a lui Dante, unde sufletele celor drepți, înveșmântați în alb, formau un trandafir de aceeași culoare: „În chipul unei albe-roze acu/văzui oștirea cea de sfinți pe care/prin sânge Crist mireasa și-o făcu.”
O altă sursă de inspirație o reprezintă poezia cu același nume de Clemens Brentano, dar și numele unei mișcări de rezistență olandeze împotriva spaniolilor. Hans Scholl însuși a indicat Gestapoului doar poezia lui Brentano, pentru ca astfel gruparea lor să fie considerată inofensivă, iar ceilalți membri să fie apărați de represaliile naziștilor.

## Cronologia evenimentelor
Fondat la München, acest grup de rezistență a răspândit șase manifeste („fluturași”), prin care îi chema pe conaționali la implicarea în rezistență pasivă împotriva regimului. Cel de-al șaptelea manifest, pe care tinerii îl pregătiseră, n-a mai putut fi distribuit întrucât membrii grupului au fost arestați de SS (Gestapo).
Chiar dacă membrii erau doar studenți la Universitatea din München, participaseră la război ca infirmieri fie pe frontul francez, fie pe cel rus, unde fuseseră martori oculari la atrocitățile naziste față de evrei și față de toți opozanții și, nu în ultimul rând, martori ai atrocităților față de prizonierii de război. Din experiența frontului au reținut două lecții fundamentale (care au și fost expuse în manifestele lor):
1. regimul nazist era un regim inuman, totalitar și crud până și față de proprii cetățeni și
2. soarta pe care Wehrmacht-ul a suferit-o la Stalingrad va duce Germania – în cele din urmă – la înfrângerea totală.

Acești tineri refuzau militarismul prusac al Germaniei lui Adolf Hitler și credeau într-o Europă federală care aderă la principiile creștine ale toleranței și dreptății. Citând pe larg Biblia, pe Lao Zi, pe Aristotel și pe Novalis, pe Goethe și pe Schiller, făceau apel la ceea ce ei considerau intellighenzia nemțească, cu speranța că aceasta îi va ajuta în mod intrinsec să se opună nazismului.
La început, manifestele au fost răspândite în mulțime, fiind trimise cu sutele către diferite orașe din Bavaria și din Austria, întrucât membrii nădăjduiau că Germania meridională va fi mai receptivă față de mesajele lor antimilitariste.
În februarie 1943 „Trandafirul Alb” a adoptat o poziție mai viguroasă împotriva lui Hitler și a aparatului său de reprimare. Concret, această atitudine s-a tradus în faptul că ultimul manifest (al șaselea) a fost distribuit chiar în holul principal al Universității, în plus, au lansat slogane anti-hitleriste și au pictat caricaturi antinaziste pe zidurile din München și chiar pe porțile universității. Transformarea de fond a grupului (de la prietenie la mișcare socio-politică) apare evidentă în cel de-al șaptelea manifest al cărui text îl pregătiseră deja cu titlul: „Mișcarea de rezistență în Germania”.
Christoph Probst, căsătorit și tată a trei copii, s-a decis să împartă manifestele fățiș în speranța că astfel va dezmorți poporul din teama care-l paraliza; ca să-l acopere de o astfel de acțiune sinucigașă, Sophie Scholl a preluat inițiativa și, pe 18 februarie 1943, la sfârșitul cursurilor, a distribuit manifestele în holul universității bavareze din München. Aproape toate manifestele multiplicate au fost distribuite în felul acesta. A fost identificată de un informator al Gestapo-ului, care era și membru al partidului nazist. Astfel a fost arestată împreună cu fratele ei, Hans Scholl. În buzunarul lui Hans a fost găsit manuscrisul pregătit pentru cel de-al șaptelea manifest; zadarnic a încercat Hans să-l înghită, n-a reușit. Plecând de la acest manuscris a fost identificat și Christoph Probst, care îl scrisese. În aceeași zi a fost arestat și el. Alexander Schmorell, aflând de cele petrecute de la Lilo Ramdohre, se gândește să-l prevină și pe Willi și să fugă amândoi din fața celor ce aveau să se întâmple. N-a mai apucat însă să-l anunțe pe Willi, deoarece și acesta fusese arestat. Atunci a încercat să scape în Elveția, iarna grea însă și zăpada mare nu i-a permis să treacă munții. Astfel a fost nevoit să se reîntoarcă în München. La întoarcere reușește să treacă de blocurile de control, fiind găzduit de câțiva prieteni, printre care și Lilo. Pe 22 februarie primii trei membri au fost executați cu ghilotina, întrucât au fost „găsiți vinovați de înaltă trădare”. Două zile mai târziu a fost publicată o fotografie a lui Alexander (care fusese denunțat de cerșetorul Alois Pitzinger, căruia îi făcuse portretul); fotografia era însoțită de un text prin care se oferea recompensa de 1000 de mărci celui care va oferi informații despre el. În aceeași zi (26 februarie) a fost arestat într-un refugiu antiaerian.
Ceilalți membri ai grupului au fost decapitați și ei în vara anului 1943. Prietenii și colegii „Trandafirului Alb”, care au ajutat la pregătirea și distribuirea manifestelor, au fost arestați când au înfruntat pericolul și au adunat fonduri pentru văduva și orfanii lui Cristoph Probst: în urma unui simulacru de judecată au fost condamnați la temniță pentru perioade cuprinse între câteva luni și zece ani.
Odată cu prăbușirea regimului nazist, Die Weiße Rose a devenit simbolul cel mai pur al opoziției față de tiranie, fără nici un interes personal de putere sau de auto-celebrare. Faima și stima de care se bucura erau atât de puternice, încât compozitorul Carl Orff, la venirea aliaților, întrebat de ce n-a părăsit Germania nazistă, a răspuns că a fost unul dintre fondatorii mișcării Trandafirului Alb; pe dată a fost lăsat în libertate. Este foarte adevărat că el, personal, a fost în legătură cu profesor Huber, însă nu sunt probe că ar fi fost în vreun fel oarecare implicat în mișcare (istoricii consideră că declarația lui a fost să scape de arestare și de alte percheziții).

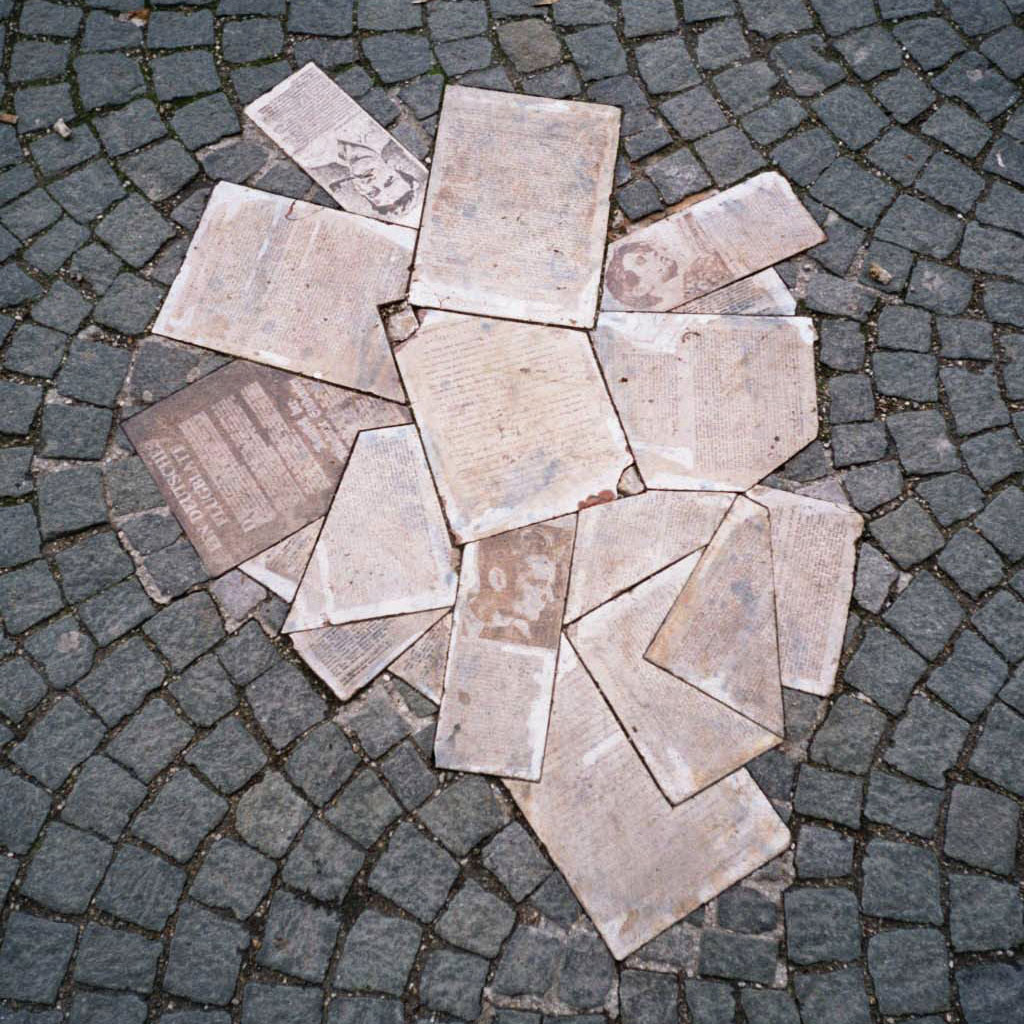
Memorialul Scholl din faţa Universităţii din München

La Universitatea Ludwig-Maximilian din München s-a ridicat în 1968 un grup statuar al fraților Scholl și piața a fost numită Geschwister-Scholl-Platz (piața fraților Scholl) în cinstea lui Hans și a Sophiei Scholl. În afara acestei piețe există instituțiile Geschwister-Scholl-Institut și Geschwister-Scholl-Preis, acesta din urmă fiind un premiu acordat în fiecare an unei personalități literare. În 2006 premiul a fost acordat scriitorului român Mihail Sebastian.
Istoria acestei mișcări de rezistență împotriva tiraniei a inspirat scriitori și cineaști.